# Castelo d'Artigny

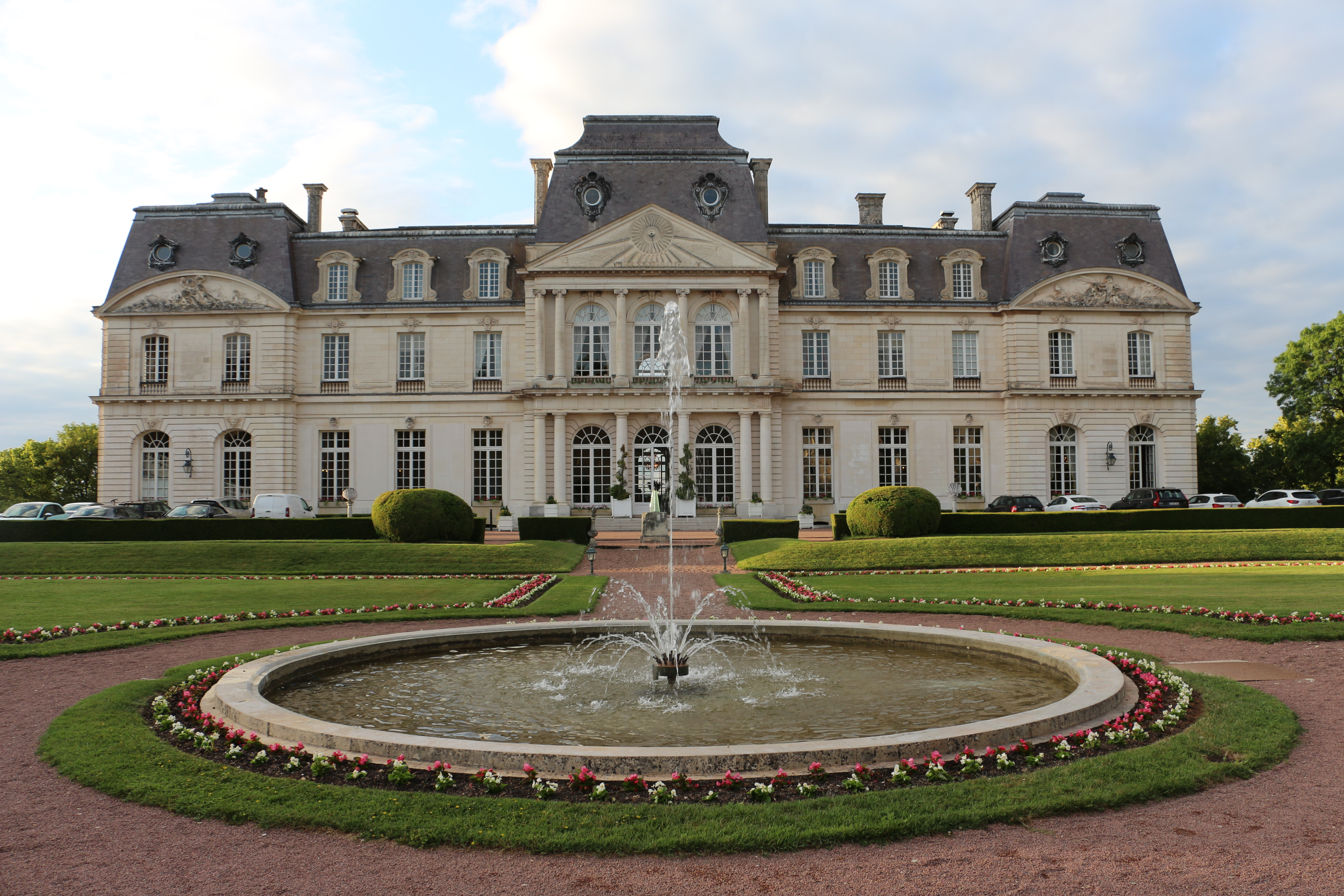
Fachada do Castelo d'Artigny.

O Castelo de Artigny (em francês: Château d'Artigny) é um palácio localizado na comuna de Montbazon, departamento de Indre-et-Loire, na região Centro da França.
Erguido sobre a pequena colina de Puy d'Artigny, entre 1919 e 1928, pelo magnata dos cosméticos François Coty, acolhe actualmente um luxuoso hotel, cercado por bosques e deslumbrantes jardins, que conta com 65 quartos decorados em estilo Luís XIV. Todos os anos, de Outubro a Março, é palco de festivais de música, com apresentações de quartetos, orquestras de câmara e solistas.

## História

### Os primeiros castelos
Edificado durante a Guerra dos Cem Anos, o primeiro Château d'Artigny estava integrado no sistema defensivo estabelcido ao longo do Indre em torno da Torre de Menagem de Montbazon (Indre-et-Loire), do qual era um bastião avançado.
Este primeiro castelo foi demolido, em 1769, pelo seu proprietário, Joseph Testard de Bournais, tesoureiro do rei. O mesmo Bournais substituiu-o por uma residência que foi poupada pela revolução francesa e depois remodelada no decorrer do século XIX.

### François Coty

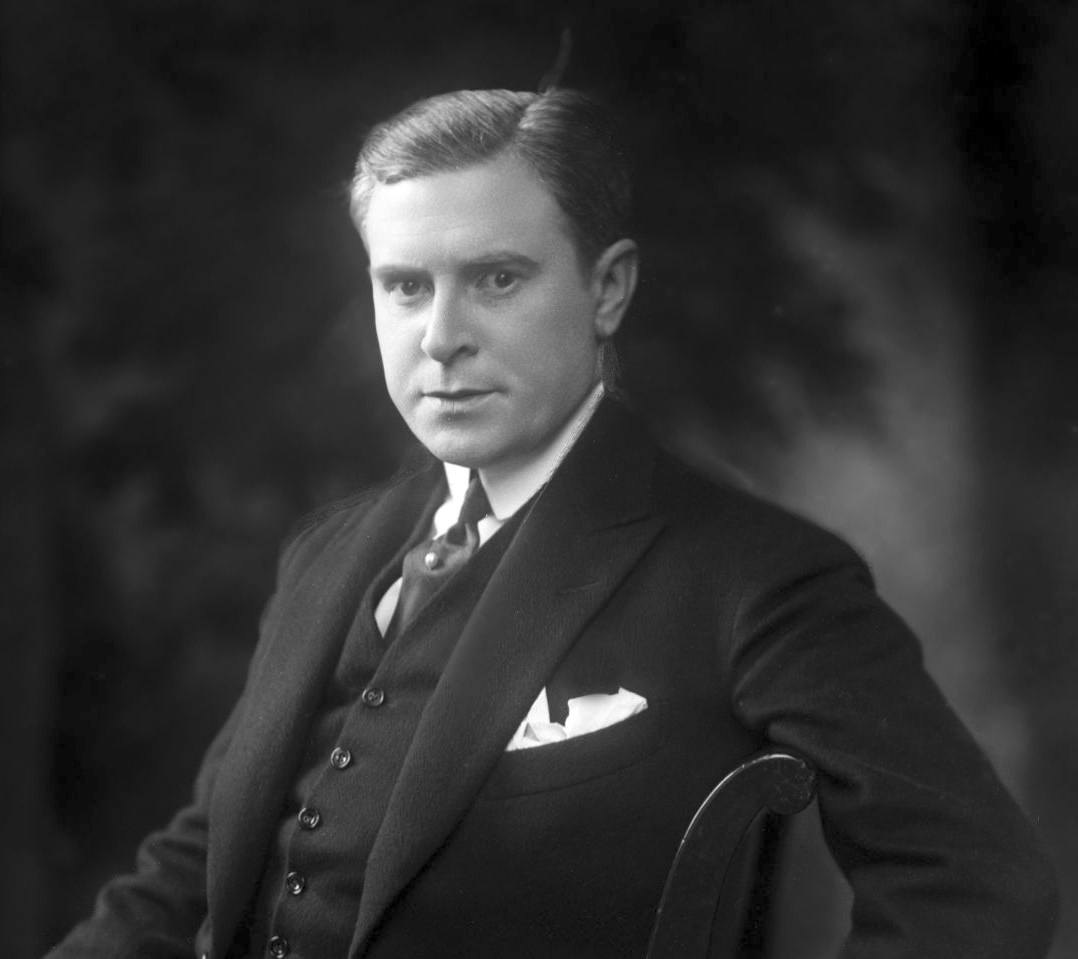
François Coty.

Foi no dia 30 de Julho de 1912 que Joseph Spoturno, chamado de François Coty (Ajaccio, 3 de Maio de 1874 - Louveciennes, 24 ou 25 de Julho de 1934), célebre e riquíssimo perfumista, patrão de imprensa e homem político francês - conselheiro geral de Bastia e presidente da câmara de Ajaccio, a sua cidade natal, em 1931 - comprou o palácio.
Seduzido pelo sítio durante uma viagem na Touraine, mas achando o edifício mal colocado na falésia dominando o Indre, mandou-o demolir para construir o actual palácio, doze metros mais longe e sobre fundações diferentes. O novo edifício, com 60 metros de comprimento, 18 de largura e 27 de altura, é uma cópia do Château de Champlâtreux - com menos duas janelas em cada nível - construído pelo arquitecto Jean-Michel Chevotet entre 1751 e 1757. Também mandou edificar uma capela copiada - embora "reduzida a um quarto" - da do Château de Versailles, ligada por uma passagem subterrânea a uma cripta prevista para a sua família.
Entre 1919 e 1928, data do fim parcial deste estaleiro de envergadura, Coty, empregou 150 pessoas, arquitectos, mestres-de-obra, escultores, cinzeladores, mosaicistas, pintores, artesãos e trabalhadores. O escultor oficial, Denys Puech (1854-1942) Prix de Rome, realizou uma alegoria de estilo setecentista no tímpano do frontão do corpo avançado central sobre o vale do Indre.
Esta residência sumptuosa decorada e mobilada compreendia quatro apartamentos senhoriais, uma central eléctica, um sistema de ar condicionado, ateliers de alfaiate e de  sapateiro, um salão de cabeleireiro, uma câmara fria reservada às peles da senhora e uma "roberie", ou quarto de vestir, equipada com 78 armários.
De 1929 a 1934, data da sua morte na sua residência de Louveciennes, adquirida em 1923, Coty viveu em família em Artigny seis meses por ano, servido por 40 criados e vários guarda-costas no seu domínio de 1.300 hectares numa única parcela, incluindo 7 quilómetros de ribeira, jardins à francesa, estufas com orquídeas, várias quintas, três moinhos, um pavilhão de caça, um presbitério e edifícios escolares desafectados.
O gabinete de "Monsieur de Montbazon", no primeiro andar, dominava numa divisão circular encimada por uma cúpula no tecto pintado com um afresco em trompe-l'oeil por Charles Hoffbauer (1875-1957), Grand Prix de Rome de 1924, representando um baile de fantasia no palácio com família e amigos, entre os quais de reconhece o seu genro Paul Dubonnet, como Pierrot com um copo na mão, as actrizes Marie Marquet, Edwige Feuillère e Cécile Sorel, as bailarinas e mestres de ballet Serge Lifar e Serge Diaghilev, o pintor Foujita, o Marajá de Khapurtala, o Aga Khan.

### Depois de Coty
Nos dias 30 de Novembro e 1 de Dezembro de 1936, as colecções de arte do perfumista, cuja fortuna tinha sido fortemenente prejudicada pelo crach bolsista de 1929, por um estilo de vida principesco, pelo seu divórcio desastroso e pelo custo do seu jornal político L'Ami du Peuple, reunidas no Château d'Artigny e no Château de Louveciennes, foram vendidas em leilão, em 124 lotes, à Galeria  Charpentier em Paris.
À sua morte, o palácio tinha sido colocado em sequestro por ordem dos seus numerosos credores.
Em 1940, no momento em que a capital francesa é replicada em Tours, o palácio, abrigo potencial indicado por um ajudante de campo montbazonês ao almirante Darlan, é sucessivamente ocupado pelo Ministério da Marinha, permanece vazio por alguns meses em 1941, depois é ocupado pelas tropas alemãs até 1942 - que o fazem camuflar pela pintura dum castanho "terra de Siena" - e, por fim, até 1946, por um anexo para os grandes feridos do Hospital de Tours.
Em 1947, a família de Coty retomou a sua posse, sendo-lhe feitas várias propostas de aquisição; os projectos de ali fazer a sede do Conselho Feral de Indre-et-Loire ou uma colónia de férias permanecem sem consequências e os herdeiros começam a desmembrar o imenso domínio.
Por fim, em 1959, a sua filha Christiane vendeu o palácio, por 29 milhões de francos, a René Traversac, antigo pequeno Cantor na Croix de Bois, tornado fotógrafo de casamentos, depois engenheiro das Arts et Métiers e, por fim, hoteleiro, parisiense amante de velhas pedras - já proprietário dum priorado renascentista em Chênehutte-les-Tuffeaux (Saumurois), onde fez o seu primeiro "palácio-hôtel". Além do próprio palácio vazio, fizeram parte da transacção a capela, o pavilhão de caça, os edifícios de serviço e um moinho, em 29 hectares.
Depois de dois anos de trabalhos e de dois milhões, no decorrer dos quais a biblioteca foi transformada em "sdalão-bar" oferecendo uma colecção única de cognacs, armagnacs, portos e whiskies, abriu no final de 1961 "Le Relais d'Artigny", que se tornou no primeiro empreendimento hoteleiro da região Centro; René Traversac é co-fundador da cadeia Relais et Châteaux. A cave deterá, entre 45.000 garrafas de vinhos provenientes de vinhedos franceses, a mais bela colecção mundial de vinhos de Touraine.
Desde então, Artigny já acolheu numerosas personalidades, como Rainha-mãe de Inglaterra e, em 1963, Haile Selassie, último Negus da Etiópia.
Nos dias 24 e 25 de Novembro de 1973, ao abrigo do encerramento anual da instituição, a "Conferência Monetária  Internacional" reuniu ali os Ministros das Finanças das cinco maiores potências mundiais, entre os quais Valéry Giscard d'Estaing.
Em Abril de 1976 desenrolou-se no hotel um encontro discreto entre o Presidente da República e o seu futuro sucessor, François Mitterrand.
Artigny ainda é propriedade do grupo hoteleiro familiar "Grandes Étapes Françaises", do qual Pierre Traversac é o presidente. Actualmente, este palácio-hôtel conta com 65 quartos, 2 salas de restaurante e um spa.